# Crepidorhopalon gracilis
Crepidorhopalon gracilis är en tvåhjärtbladig växtart som först beskrevs av Pilger, och fick sitt nu gällande namn av E. Fischer. Crepidorhopalon gracilis ingår i släktet Crepidorhopalon och familjen Linderniaceae. Inga underarter finns listade i Catalogue of Life.